# Siemens-Hochhaus in Erlangen
Das Siemens-Hochhaus in Erlangen („Glaspalast“) ist ein 1959 bis 1962 errichtetes Hochhaus an der Kreuzung Werner-von-Siemens-Straße Ecke Mozartstraße. Das Gebäude wurde von dem Architekten Hans Maurer und der firmeneigenen Bauabteilung als Verwaltungsgebäude für die Siemens-Schuckertwerke entworfen. Das Bayerische Landesamt für Denkmalpflege verzeichnet den heute von der Siemens AG genutzten Komplex als Baudenkmal unter der Denkmalnummer D-5-62-000-1032.

## Entstehung, Konzeption und Geschichte
Nach dem Zweiten Weltkrieg wurde das unzerstörte Erlangen neben Berlin zweiter Hauptsitz der Siemens-Schuckertwerke. Im Zuge der Währungsreform und des Wirtschaftswunders errichtete das Unternehmen in Erlangen ab 1948 zahlreiche Produktionsstätten, Wohnsiedlungen und Verwaltungsgebäude, die das Stadtbild nachhaltig veränderten. Der von Hans Hertlein entworfene und 1948 bis 1953 errichtete Himbeerpalast orientierte sich noch an den Bauten der 1920er Jahre in Berlin-Siemensstadt. Dagegen war die seit den 1950er Jahren von Hans Maurer entwickelte Architektur des Unternehmens deutlich von nordamerikanischen Vorbildern geprägt.
Bei dem 17-geschossigen Siemens-Hochhaus handelt es sich um einen Stahlbetonskelettbau, der über eine an den Ecken nicht zusammengeführte Aluminium-Glas-Vorhangfassade verfügt. Diese ist in ein quadratisches Raster mit waagrechten Zeilen unterteilt, die abwechselnd mit Fensterglas und blauem Verbundglas bestückt sind. Das Innere des Gebäudes besteht aus einem Erschließungs- und Funktionskern, um den Großraum- und Zellenbüros für rund 1.600 Angestellte angeordnet sind. In dem durch einen flachen Anbau nach Norden verlängerten Untergeschoss befindet sich eine Kantine, die im Jahr 2008 von den Architekten Babler + Lodde nach dem Originalentwurf von Hans Maurer saniert wurde.
Die Gestaltung des Siemens-Hochhauses war zur Zeit der Entstehung außergewöhnlich modern und Teil der Corporate Identity der Firma Siemens. Das 60 Meter hohe wie breite und 25 Meter tiefe Gebäude war bei Fertigstellung das höchste Bürohochhaus in Bayern.
Im Jahr 2010 verkaufte die Siemens AG den gesamten Gebäudekomplex an den Erlanger Investor und Projektentwickler Sontowski und Partner und mietete ihn für 12 Jahre zurück.
Der Gebäudekomplex wurde im Dezember 2012 vom Fonds MPC Deutschland 10 übernommen und im Dezember 2021  an ein Joint-Venture der Erlanger Engelhardt Real Estate Group und der schweizerischen Empira AG weiterverkauft. Letztere kaufte im Januar 2019 auch das Siemens-Hochhaus in München.
Für die zukünftige städtebauliche Gestaltung des Gesamtareals wurde 2023 ein Planungswettberb durchgeführt, der vom Erlanger Architektenbüro SSP gewonnen wurde.